# Kheshig
Kheshig (Khishig, Keshikchi, Keshichan) (khiếp bệ, trong tiếng Mông Cổ nghĩa là được ban phước) là lực lượng cận vệ của hoàng gia Mông Cổ, đặc biệt là với Thành Cát Tư Hãn và vợ ông, Bột Nhi Thiếp. Lực lượng này có nhiệm vụ bảo vệ hoàng đế và các thành viên khác trong hoàng tộc. Họ được chia thành hai nhóm; nhóm bảo vệ ban ngày (Kheshig) và nhóm bảo vệ ban đêm (Khevtuul). Họ không thuộc về quân đội chính quy và không phải tham gia chiến trận mà chỉ làm nhiệm vụ bảo vệ. Chỉ huy của lực lượng này được gọi là Cherbi.
Bởi Đế quốc Mông Cổ đã chin phục phần lớn Lục địa Á-Âu, nên những lãnh đạo người Mông Cổ đã thành lập nên những đơn vị bảo vệ tương tự Kheshig. Lực lượng này được gọi là Khishig tại Đế quốc Mogul và Keshikchi tại Hãn quốc Y Nhi.
Một bộ lạc người Mông Cổ hiện tại Khishigten, tự cho mình là con cháu của họ hiện vẫn sống tại Hexigten thuộc Trung Quốc.

## Lịch sử
Việc ám sát người đứng đầu các bộ tộc Mông Cổ xưa là hết sức phổ biến, do sự xung đột liên tục về lợi ích của các bộ tộc. Cha của Thành Cát Tư Hãn, Dã Tốc Cai, là một ví dụ, bị đầu độc bởi các kẻ thù của ông. Hơn nữa, các bộ tộc Mông Cổ thường sống trong những căn yurt truyền thống, và nó dễ dàng bị kiếm hoặc giáo đâm xuyên qua. Bởi vậy, các thủ lĩnh người Mông Cổ đã thành lập lực lượng bảo vệ mình. Toghrul, khả hãn của Kerait có một đội cận vệ mang tên Torguud, mà theo tục truyền thì là tổ tiên của bộ tộc Torghut ngày nay. Sau khi đánh bại Toghrul vào năm 1203, Thành Cát Tư Hãn đã cho thành lập lực lượng kheshig, chủ yếu bao gồm những người thân cận với ông.
Ban đầu, có 70 cận vệ vào ban ngày (Torguud hay tunghaut) và 80 cận vệ về đêm (khevtuul). Dưới triều đại của Thành Cát Tư Hãn, họ được chia làm bốn đội, lần lượt được chỉ huy bởi tứ dũng Mộc Hoa Lê, Xích Lão Ôn, Bác Nhĩ Truật và Bác Nhĩ Hốt. Cấp bậc của những người lính thuộc đơn vị này cao hơn hầu hết toàn bộ quân đội của đế quốc Mông Cổ. Cùng với đãi ngộ và địa vị trong xã hội cao, số lượng kheshig đã tăng lên một cách nhanh chóng. Họ được xem là thuộc về tầng lớp quý tộc, và đến giữa thời kỳ trị vì của Thành Cát Tư Hãn, số lượng kheshig đã lên tới 1 vạn người,
Kheshig ban đầu gồm có người Mông Cổ, người Mãn Châu, người Hán và người Kazakh. Khi đế quốc được mở rộng, Thành Cát Tư Hãn đã kết nạp thêm cả các đơn vị người Ba Tư, người Gruzia, người Armenia, người Triều Tiên, người Alan và người Nga. Dù các kheshig là những đơn vị phục vụ cho hoàng gia, nhưng người kế tục lại không được thừa kế những đơn vị này. Thay vào đó, các kheshig của những khả hãn đã qua đời trở thành người bảo vệ gia tộc và đất đai của họ, trừ trường hợp của Quý Do, người đã thu nạp phần lớn các kheshig của cha ông, Oa Khoát Đài.
Hoàng đế Hốt Tất Liệt (1260-1294) đã giảm trừ vai trò của các kheshig, đồng thời thành lập nên một đội cận vệ hoàng gia mới. Tuy nhiên, các khashig của ông vẫn được chỉ huy bởi con cháu của bốn vị chỉ huy cũ của Thành Cát Tư Hãn. Lực lượng này bao gồm 12000 người.

## Các đơn vị

### Đơn vị cơ bản
- Torguud (Tunghaut) là đội cận vệ ban ngày của các hãn. Họ luôn theo sát chủ nhân của mình cả trong các cuộc chinh phạt lẫn đời sống thường ngày. Danh tướng Tốc Bất Đài vốn xuất thân từ lực lượng này.
- Khevtuul là đơn vị tuần đêm của kheshig, và làm nhiệm vụ bảo vệ chủ nhân khi họ ngủ trong yurt.

### Đơn vị bổ sung
- Khorchin là lực lượng tham chiến bên cạnh khả hãn. Từ khorchin mang nghĩa là người mang bao đựng tên.[10] Các học giả cho rằng họ chính là tổ tiên của bộ tộc Khorchin ngày nay.
- Vệ binh Asud là những người Alan sống tại phía bắc Caucasus. Ban đầu, họ là lực lượng hỗ trợ cho khả hãn Mông Cổ trong chiến dịch xâm lược Volga Bulgaria vào năm 1236. Đại khả hãn Hốt Tất Liệt đã đưa họ vào lực lượng vệ binh hoàng gia. Họ được cho là tổ tiên của bộ tộc Asud của người Mông Cổ hiện đại.
- Đội cận vệ Nga gồm những cận vệ người Nga được một trong những người kế vị của Hốt Tất Liệt, Nguyên Văn Tông thành lập năm 1330.[11]